# Viola Frey
Viola Frey (15 de agosto de 1933 - 26 de julho de 2004) foi uma artista americana que trabalhou com escultura, pintura e desenho, e professora emérita no ''California College of the Arts'' . Ela viveu e trabalhou na área da baía de São Francisco e era conhecida pelas suas esculturas de homens e mulheres em barro vidrado em cores vivas, que expandiram os limites tradicionais da escultura em cerâmica.